# Громадянський блок «Пора—ПРП»
Громадянський блок «Пора-ПРП» — політичний альянс створений для участі у парламентських виборах 2006 року. У блоці об'єдналися Партія «Реформи і порядок» та Громадянська партія «ПОРА». Блок очолив всесвітньо відомий український боксер Віталій Кличко. До першої п'ятірки виборчого списку також потрапили:
- Віктор Пинзеник — лідер ПРП, міністр фінансів в уряді Юлії Тимошенко,
- Владислав Каськів — голова політради партії «Пора»,
- Тарас Стецьків — заступник голови ПРП,
- Євген Золотарьов — заступник голови політвиконкому партії «Пора»

Блок декларував себе як силу, яка не конкурує з політичними силами, а «просто приходить їм на зміну». Серед пріоритетних завдань блоку — реформування системи влади, з метою мінімізації корупції, в зовнішній політиці — міжнародна та європейська інтеграція, зокрема вступ до ЄС та СОТ.
За результатами голосування Блок отримав 1,47 % голосів виборців і не потрапив до Верховної ради. Найбільшу підтримку блок мав у Львівській області — близько 5 %, близько 3 % Блок отримав в інших західних областях та у місті Києві, найменша ж підтримка (0,2-0,3 %) була на Донбасі та у Криму.